# Catara minor
Catara minor är en kackerlacksart som beskrevs av Krauss 1902. Catara minor ingår i släktet Catara och familjen storkackerlackor. Inga underarter finns listade i Catalogue of Life.